# Pristimantis saltissimus
Pristimantis saltissimus é uma espécie de anfíbio caudado da família Strabomantidae. Está presente na Guiana. A UICN classificou-a como pouco preocupante.